# Marieta Severo
Marieta da Costa Severo (Río de Janeiro, 2 de noviembre de 1946) es una actriz de cine, teatro y televisión brasileña.

## Biografía
En 1965, con apenas 18 años de edad, fue invitada por el director Luiz Carlos Maciel, para integrarse al elenco de la película Society em Baby Doll. Al año siguiente, entró a trabajar en la TV Globo (que para aquella época recién iniciaba sus transmisiones), de la mano de la telenovela O Sheik de Agadir, con el papel de Éden. Ese mismo año, se casó con el famoso compositor Chico Buarque, relación que duraría hasta 1999 con quien tuvo tres hijas (Helena, Luiza y Sílvia Buarque). En 1968 formó parte del elenco de la obra teatral Roda Viva, pieza que criticaba abiertamente a la dictadura militar brasileña. En los años de plomo de Brasil, decidieron autoexiliarse en Roma, Italia, ya que ambos estaban en la mira del gobierno militar y ella embarazada de su hija Sílvia.
En 1970 deciden volver a Brasil y Severo, en tanto, se dedicó a su carrera como actriz. Sin embargo, opta por tomarse un periodo sabático, para dedicarse de lleno al cuidado de sus hijas. En 1983 vuelve a la TV Globo y actúa en miniseries, películas y telenovelas. Entre 2001 y 2014 interpretó el papel de Dona Nenê en la serie A Grande Familia, que es, hasta el momento, la serie brasileña de más larga duración con 489 episodios que también cuenta con un largometraje.
En 2012, le fue ofrecido el papel de Dilma Rousseff para la película titulada La primera presidenta, papel que rechazó alegando compromisos personales. Marieta siempre ha declarado su apoyo a los presidentes Lula da Silva y Dilma Rousseff, asimismo ha hecho público su rechazo al gobierno de Michel Temer diciendo que no la representan y que con su llegada, vio a su clase humillada.
En 2015, y después de 15 años, regresa a las novelas  para interpretar a la cafetera Fanny Richard, en la novela Verdades Secretas. Por su actuación gana el Premio Extra de Televisión, en la categoría de mejor actriz.
En 2017, y tras 17 años, vuelve a actuar en una novela del horario estelar y retorna su alianza con Walcyr Carrasco, al interpretar a la diabólica Sophia, la autoritaria matriarca, asesina y gran villana en O Outro Lado do Paraíso.
En 2018 forma parte de la categoría de los mejores villanos de la teledramaturgia brasileña, por su papel en O Outro Lado do Paraíso.

## Carrera

### Televisión
| Ano       | Título                        | Papel                                |
| --------- | ----------------------------- | ------------------------------------ |
| 1966      | O Sheik de Agadir             | Éden de Bassora                      |
| 1967      | O Homem Proibido              | Thana                                |
| 1970      | E Nós, Aonde Vamos?           | Rachel                               |
| 1983      | Bandidos da Falange           | Denise                               |
| 1983      | Champagne                     | Dinah Brandão                        |
| 1984      | Vereda Tropical               | Catarina Oliva Salgado               |
| 1985      | Ti Ti Ti                      | Susana Martins                       |
| 1987      | Canção Para Todas As Crianças |                                      |
| 1988      | Tarcísio e Glória             | Carmem                               |
| 1989      | Que Rei Sou Eu?               | Madeleine Bouchet                    |
| 1990      | Delegacia de Mulheres         | Jandira                              |
| 1992      | As Noivas de Copacabana       | promotora                            |
| 1992      | Deus nos Acuda                | Elvira                               |
| 1994      | Pátria Minha                  | Loretta Pellegrini                   |
| 1994      | Confissões de Adolescente     | Helena                               |
| 1995      | A Comédia da Vida Privada     | Regina                               |
| 1995      | A Farsa da Boa Preguiça       | Clarabela                            |
| 1996      | A Comédia da Vida Privada     | Episódio: Drama                      |
| 1996      | A Comédia da Vida Privada     | Episódio: Parece Que Foi Ontem       |
| 1997      | A Comédia da Vida Privada     | Episódio: A Grande Noite             |
| 2000      | Lazos de Familia              | Alma Flora Pirajá de Albuquerque     |
| 2001-2014 | A Grande Família              | Dona Nenê                            |
| 2015      | Verdades Secretas             | Fanny Richard (Villana)              |
| 2017      | O Outro Lado do Paraíso       | Sophia Aguiar de Monserrat (Villana) |
| 2021      | Vidas ajenas                  | Doña Noca                            |

### Cine
| Año  | Película                             | Personaje                  |
| ---- | ------------------------------------ | -------------------------- |
| 1965 | Society em Baby-Doll                 |                            |
| 1966 | Todas as Mulheres do Mundo           |                            |
| 1970 | Quatro Contra o Mundo                |                            |
| 1972 | Roleta Russa                         |                            |
| 1976 | Crueldade Mortal                     | Jurema                     |
| 1977 | Gente Fina É Outra Coisa             | Elsa                       |
| 1977 | Chuvas de Verão                      | Dodora                     |
| 1979 | Bye Bye Brasil                       | Asistente social           |
| 1985 | Sonho Sem Fim                        | Lola                       |
| 1986 | Com Licença, Eu Vou à Luta           | Eunice                     |
| 1986 | A Espera                             | per                        |
| 1986 | O Homem da Capa Preta                | Zina                       |
| 1987 | Leila Diniz                          | Sra. Diniz                 |
| 1987 | Por Dúvida das Vias                  |                            |
| 1987 | Sonhos de Menina-Moça                |                            |
| 1988 | Mistério no Colégio Brasil           | Patrícia                   |
| 1989 | Faca de Dois Gumes                   | Sônia J. Amado             |
| 1989 | A Porta Aberta                       |                            |
| 1991 | O Corpo                              | Carmen                     |
| 1991 | Vai Trabalhar, Vagabundo II: a Volta | Dama de Copas              |
| 1995 | Carlota Joaquina, Princesa do Brasil | Carlota Joaquina de Borbón |
| 1997 | Guerra de Canudos                    | Penha                      |
| 1999 | Castelo Rá-Tim-Bum, o Filme          | Losângela Stradivarius     |
| 1999 | Um Copo de Cólera                    |                            |
| 1999 | Outras Estórias                      |                            |
| 2000 | The Emperor's New Groove             | Yzma (dobladora)           |
| 2000 | Villa-Lobos - Uma Vida de Paixão     | Noemia                     |
| 2002 | As Três Marias                       | Filomena Capadócio         |
| 2001 | Janela da Alma                       |                            |
| 2004 | A Dona da História                   | Carolina                   |
| 2004 | Cazuza – O Tempo não Para            | Lucinha Araújo             |
| 2004 | Quase Dois Irmãos                    | Helena                     |
| 2006 | Irma Vap - O Retorno                 |                            |
| 2007 | A Grande Família - O Filme           | Dona Nenê                  |
| 2007 | Pequenas Histórias                   | Contadora                  |
| 2010 | Sonhos Roubados                      | Dolores                    |
| 2010 | Quincas Berro D'Água                 | Manuela                    |
| 2012 | Vendo ou Alugo                       | Maria Alice                |
| 2017 | Todos os Paulos do Mundo             | Ella misma                 |
| 2017 | Os transgressores                    | Ella misma                 |
| 2018 | A voz do Silencio                    | Maria Cláudia              |
| 2021 | Noites de Alface                     | Ada                        |
| 2022 | Duetto                               | Lúcia                      |
| 2022 | Aos Nossos Filhos                    | Vera                       |
| 2025 | Câncer com Ascendente em Virgem      | Leda                       |

### Teatro
| Año  | Obra                                           |
| ---- | ---------------------------------------------- |
| 1965 | Feitiços de Salém                              |
| 1966 | Se Correr o Bicho Pega e Se Ficar o Bicho Come |
| 1967 | Onde Canta o Sabiá                             |
| 1968 | Roda Viva                                      |
| 1970 | Jorginho o Machão                              |
| 1972 | O Segredo do Velho Mudo                        |
| 1972 | Bordel da Salvação                             |
| 1973 | Desgraças de Uma Criança                       |
| 1974 | O Casamento do Pequeno-Burguês                 |
| 1975 | Titus Andronicus                               |
| 1977 | Os Saltimbancos                                |
| 1978 | Ópera do Malandro                              |
| 1979 | Sinal de Vida                                  |
| 1980 | No Natal A Gente Vem Te Buscar                 |
| 1982 | Amadeus                                        |
| 1982 | Aurora da minha vida                           |
| 1985 | Um Beijo, Um Abraço, Um Aperto de Mão          |
| 1987 | Ligações Perigosas                             |
| 1988 | Cenas de Outono                                |
| 1989 | A Estrela do Lar                               |
| 1992 | Antígona                                       |
| 1995 | Torre de Babel                                 |
| 1998 | A Dona da História                             |
| 2000 | Quem Tem Medo de Virgínia Woolf                |
| 2002 | Os Solitários                                  |
| 2005 | Sonata de Outono                               |
| 2007 | As Centenárias                                 |
| 2014 | Incêndios                                      |